# Gabrielle à la chemise ouverte
Gabrielle à la chemise ouverte est une peinture à l'huile sur toile de l'artiste impressionniste français Auguste Renoir. Elle fait partie de la collection du Musée d'Art contemporain de Téhéran, mais n'est pas exposée au public en raison de la chemise ouverte du modèle.
Le sujet représenté est Gabrielle Renard, une cousine éloignée de la femme de Renoir, Aline Charigot. Elle est devenue la nounou de la famille en 1894 et a ensuite posé de nombreuses fois pour Renoir avant de devenir son assistante. Ce n'est qu'après sa mort, en 1919, qu'elle se marie et part plus tard vivre en Amérique.